# Pôle course au large
Le Pôle course au large de Lorient est un ensemble portuaire situé au sud de la ville de Lorient, en France. Il rassemble sur un même site plusieurs infrastructures dédiées aux courses nautique au large. Son développement fait suite à la fermeture de la base sous-marine de Lorient en 1997 dans le but de reconvertir le site. Il est structuré autour de la cité de la voile Éric Tabarly.
Le pôle se développe dans la continuité du projet "Lorient la Base" mis en place par la ville de Lorient.
D'autres pôles de course au large existent ailleurs, notamment à Port-la-Forêt.

## Historique
À la suite de l'abandon du site par la Marine Nationale en 1997, l'agglomération de Lorient récupère le site en 2001 pour le reconvertir en pôle destiné à la course au large,.
En 2010, l'association "Lorient Grand Large" est créée pour gérer et promouvoir l'activité de course au large du site,.
Les bâtiments du Défi français occupés par le Team Groupama sont victime d'un incendie en juin 2018,.
L'année suivante, une nouvelle aire technique situé sur le quai du Pourquoi-Pas ouvre et accueille une trentaine de bateaux. La même année, l'agglomération de Lorient annonce investir plus de deux millions d'euros dans la prolongation des pontons actuels.
En 2021, le Team Leyton du skipper Sam Goodchild annonce s'implanter sur le site.
En 2022, le pôle breton accueille une centaine de skippers de toute classe. Pour continuer ce développement, l'agglomération de Lorient effectue un investissement d'environ 300 000 euros.
Un nouveau bâtiment nommé "Maison des skippers" doit être implanté sur le site à l'horizon 2024 sur l'emplacement victime d'un incendie 5 ans plus tôt,,. Les travaux débutent en avril 2024 pour un achèvement prévu en septembre 2025, avec une superficie d'usage d'environ 3 000 m2.

## Courses nautiques
Depuis son ouverture, plusieurs courses ont utilisé les infrastructures du port pour la course au large, :
- départ de la Solitaire du Figaro 2009[16] ;
- ville étape de la Volvo Ocean Race 2012 et 2014[17] ;
- ville organisatrice de l'Atlantique Le Télégramme chaque année, fin septembre[18] ;
- ville organisatrice du Défi Azimut chaque année, fin septembre[19] ;
- ville organisatrice de la Transat Lorient - Les Bermudes - Lorient 2019 (reportée)[20] ;
- ville étape de la Solitaire du Figaro 2021[21].

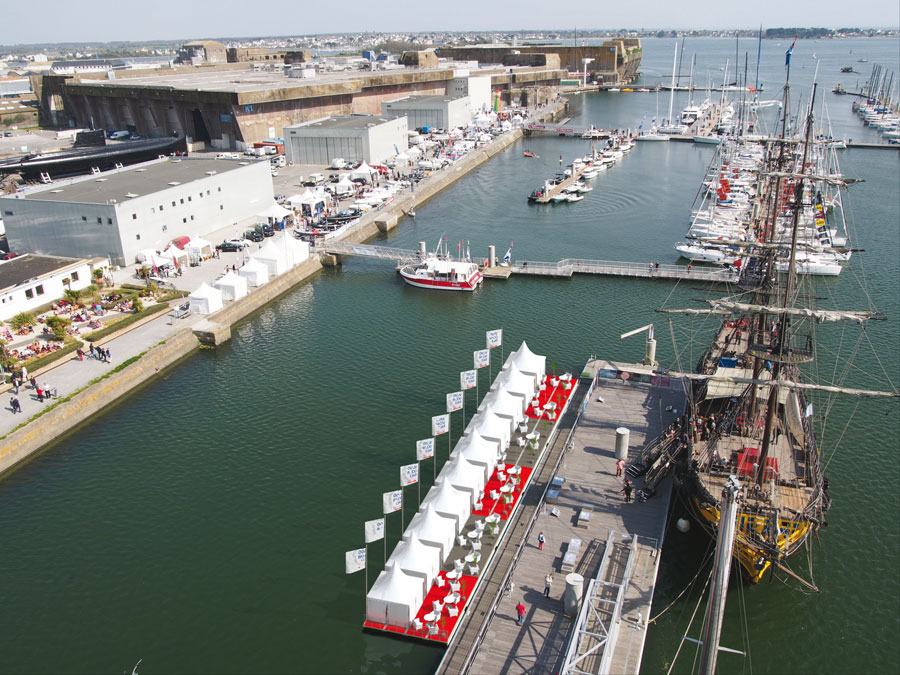
L'ensemble du pôle lorientais.
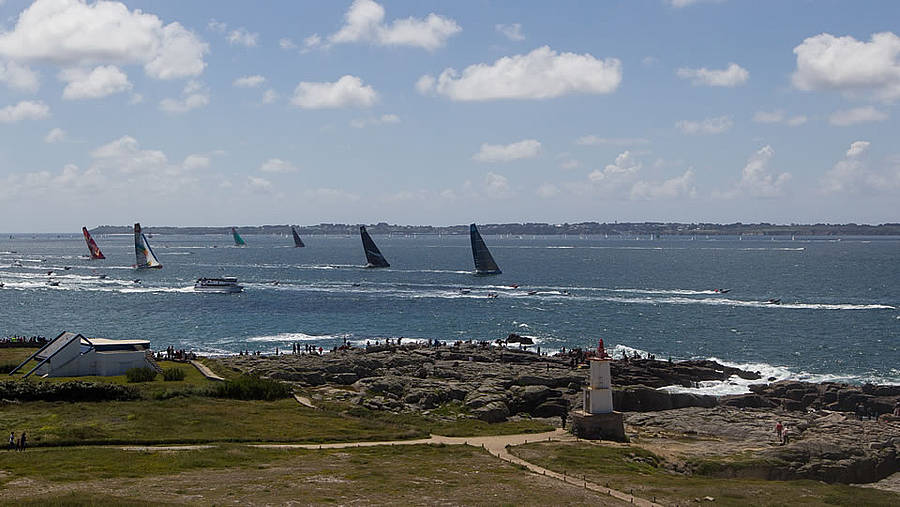
Départ de l'étape Lorient-Galway, Volvo Ocean Race 2011-12.
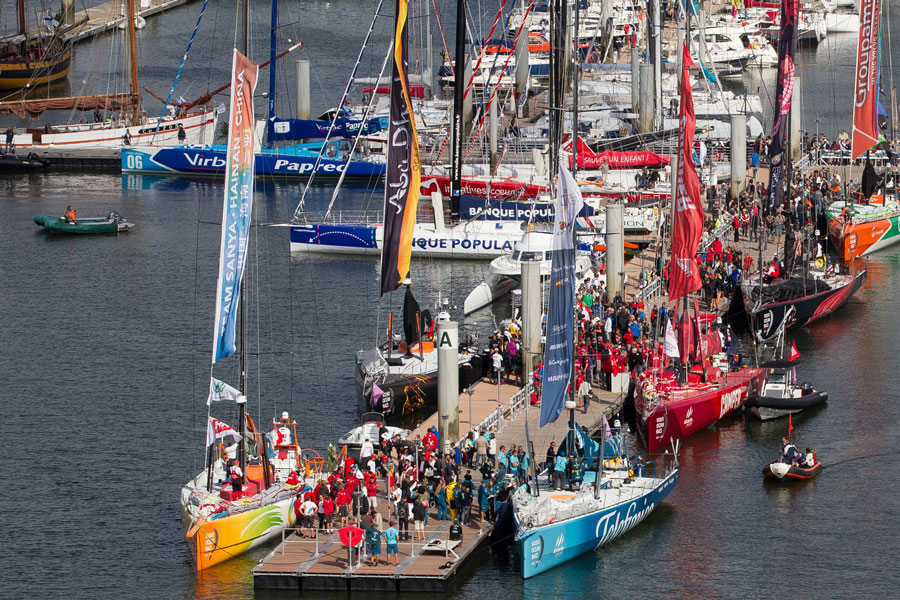
Vue du pôle course au large.

## Accueil de skippers, des équipes et des entreprises de la course au large

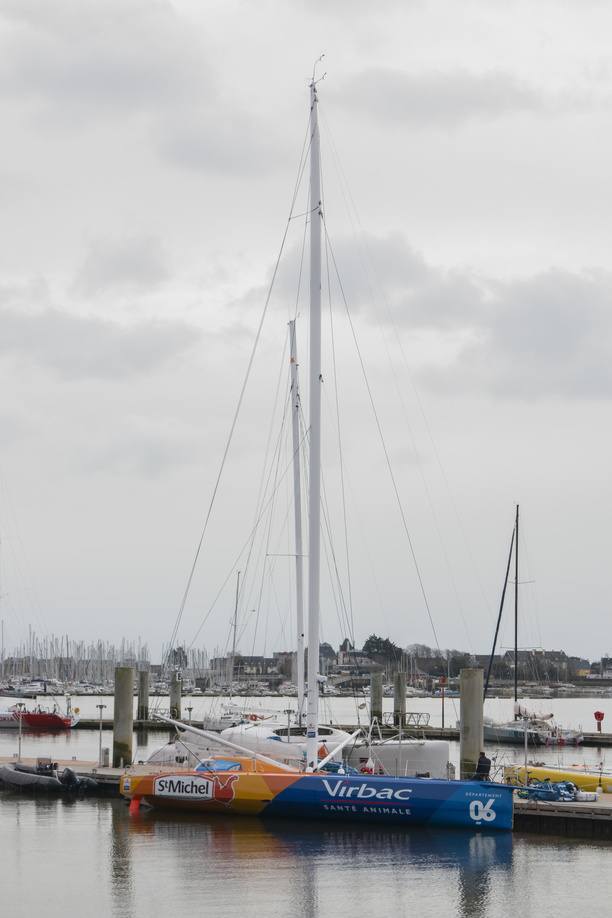
Saint-Michel Virbac à quai au pôle Course au large en 2016.

Au cours de son histoire, la pôle accueille de nombreux skippers:
- Armel Le Cléac'h (Team Banque Populaire, Ultim')[23],
- Sébastien Josse (Gitana Team, Ultim')[1],
- Lionel Lemonchois (Prince de Bretagne, Ultim')[24],
- Franck Cammas (Team France, America's Cup - Gitana, Edmond de Rotshield)[22],
- Charles Caudrelier (Dongfeng Race Team, VOR 65)[1],
- Jean-Pierre Dick (St Michel-Virbac, IMOCA)[1],
- Samantha Davies / Tanguy de Lamotte (Initiatives Cœur, IMOCA)[1],
- Yann Eliès (Queguiner, IMOCA-Figaro)[1],
- Jérémie Beyou (Charal, IMOCA-Figaro)[22],
- Alan Roura (La Fabrique, IMOCA)[25],
- Isabelle Joschke (Generali, IMOCA)[1],
- Conrad Colman (Foresight Natural Energy, IMOCA)[26],
- Alain Gautier (Sensation Ocean)[27],
- Thomas Coville (Sodebo Ultim)[22],
- Damien Seguin (Groupe Apicil)[28],
- Clarisse Crémer (Banque Populaire, IMOCA)[28].

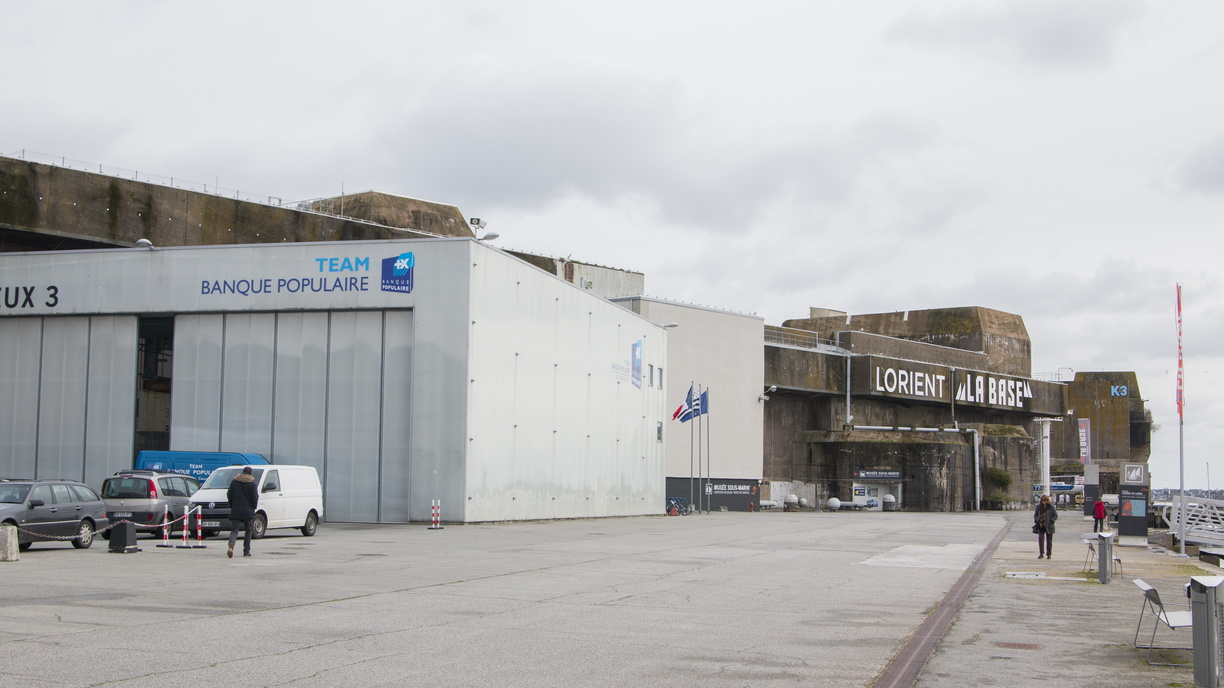
Les installations du Team Banque Populaire en 2016.

Le pôle de course au large se développe en accueillant de nouveaux voiliers. La ville de Lorient est largement intégrée à la Sailing Valley,.
Les marins disposent sur place de près d'un kilomètre de linéaire de pontons, de possibilité d'entrainement sous la houlette de Tanguy Leglantin ainsi que de formations spécifiques (mécanique, électronique, météo, etc.).
Ces skippers occupent un large spectre de classes,,: Mini 6.50, Figaro, Class40, IMOCA, Ultim', AC50/AC45. Ces classes génèrent ainsi une activité permanente (les différentes courses de ces classes ayant des calendriers différents).
Il y a également de nombreuses entreprises spécialisés du milieu de la course au large dans le secteur,.